# Antidikomarijaniti
Antidikomarijaniti (grčki ἀντιδικοµαριανῖται = „Marijini protivnici”; ἀντίδικ-ος = „protivnik” + Μαρία = „Marija”) bili su rani kršćani koji su vjerovali da Marija, majka Isusa Krista, nije bila djevica doživotno. Termin su koristili branitelji doktrine vječnog djevičanstva Marijinog, tijekom 4. i 5. stoljeća. Antidikomarijaniti su vjerovali da su braća i sestre Isusa Krista djeca njegove majke i njezinog supruga Josipa. Nema dokaza da su ti kršćani bili „protiv” Marije na neki poseban način, osim što je nisu smatrali „kraljicom neba”, što je naslov koji joj daju rimokatolici jer je službeni nauk Katoličke crkve da je Marija „Žena Apokalipse”. Spisi u kojima se opovrgavaju vjerovanja antidikomarijanita pojavljuju se prvi put u 3. stoljeću. Najraniji zapis o njima ostavio je Tertulijan, dok je termin „antidikomarijanit” prvi posebno upotrijebio biskup Epifanije Salaminski.

## Ebioniti
Ebioniti — veoma rana židovsko-kršćanska sekta prema kojoj je Isus bio Mesija, ali ne i Bog — bili su prvi kršćani koji su smatrali da je Isus sin Josipa i Marije, a ne Sin Božji. Ova je doktrina bila vrlo kontroverzna kasnijim antidikomarijanitima, kao i njihovim suparnicima te je kasnije izmijenjena tako da je naučavala da je Isus rođen od Marije po Duhu Svetom, no Josip i Marija su potom imali spolne odnose. Veliki branitelji antidikomarijanizma bili su arijanci Eudoksije Antiohijski i Eunomije. Prema spisima svetog Ivana Damaščanskog, ti su pisci utjecali na islamsku teologiju.

## Protestanti
Mnogi protestanti vjeruju da su Marija i Josip imali četvoricu sinova i barem dvije kćeri.